# Музей історії Урзуфа
Музей історії Урзуфа — історико-краєзнавчий музей села Урзуф Мангушського району Донецької області, розташований в приміщенні Урзуфської загальноосвітньої школи І-ІІІ ступенів. 
Початок музею поклав мешканець села Спиридон Іванович Кудакоцев. Спочатку музей містився у сільській раді, а потім, коли було побудовано нову будівлю школи, перенесли експонати в великий красивий зал.

## Експозиція
Експозиція нараховує понад 1 000 експонатів і постійно поповнюється. Тут експонуються величезний скам'янілий бивень мамонта, знаряддя праці стародавніх людей, рідкісні начиння грецького побуту, колекція монет.
Тут же — 191 прізвище мешканців села, які загинули на фронтах німецько-радянської війни, розповіді про видатних людей села — кавалера двох орденів «Трудового Червоного Прапора» Ф. Ю. Аврамова, колишнього начальника комплексу тваринництва І. Г. Поповича, учительську династію Аврамової та багатьох інших. Також можна ознайомитись зі спогадами старожилів про рідне село, з розповіддю колишньої ув'язненої Освенціму Л. Г. Григораш.